# Air Nostrum

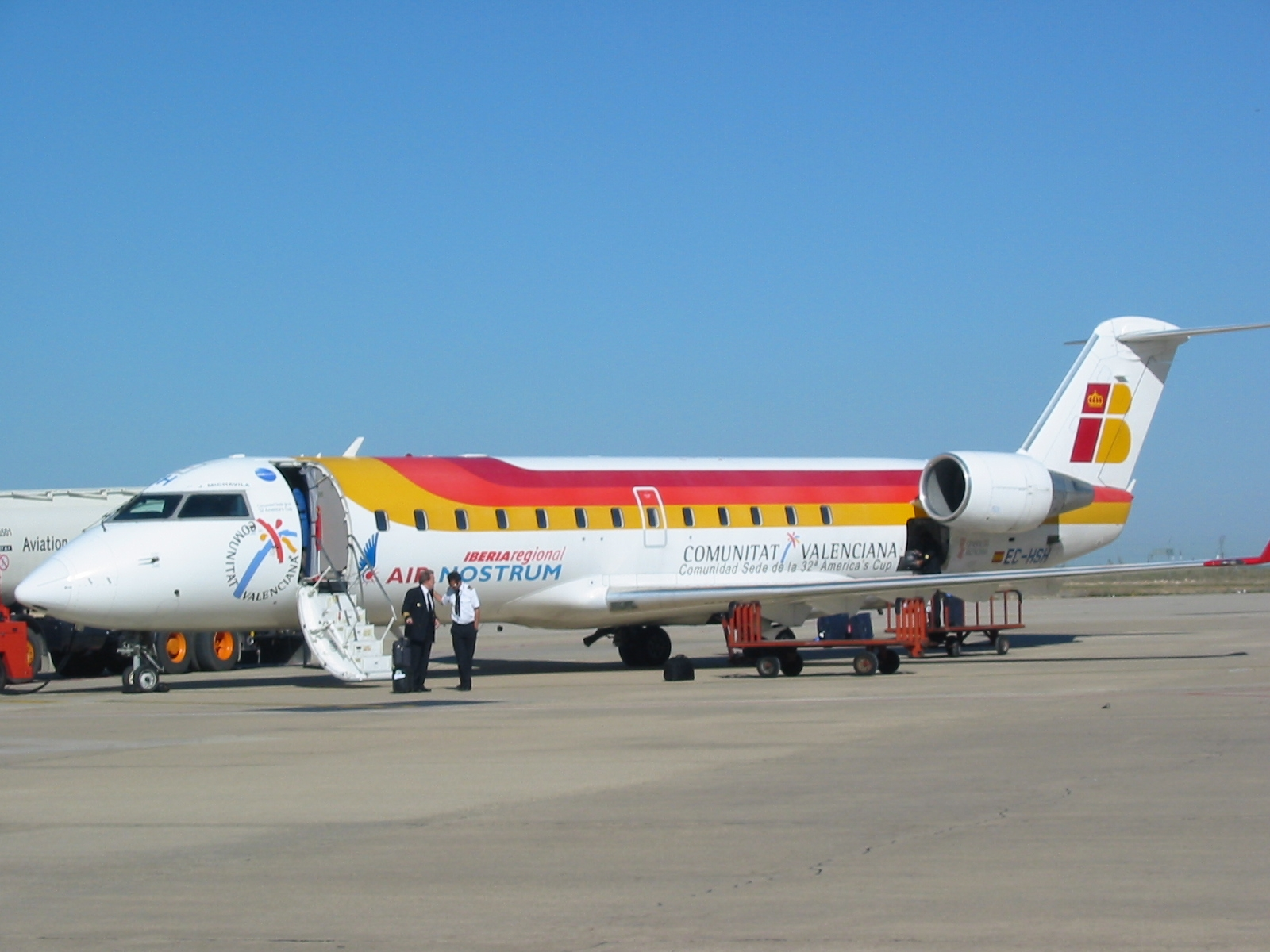
Air Nostrum CRJ-200

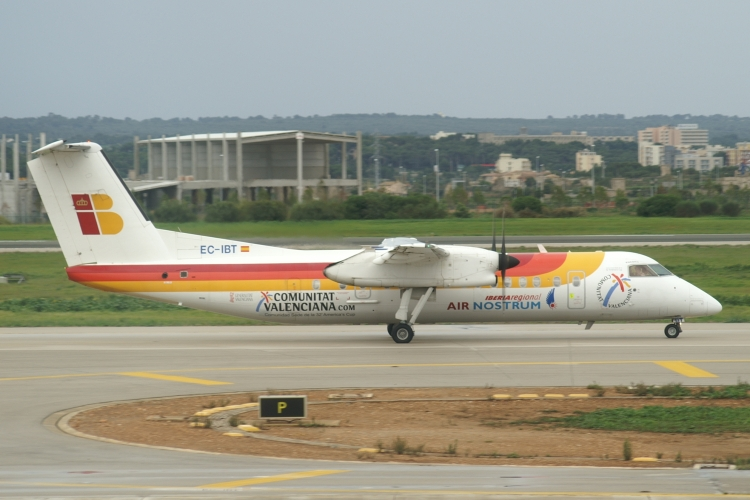
Air Nostrum Dash 8

Air Nostrum, também conhecida como Iberia Regional, é uma companhia aérea regional  baseada em Valência, Espanha, operando como um parceiro regional da Iberia Airlines, e membro afiliado da Oneworld. A Air Nostrum opera numa extensa rede de 91 rotas domésticas e internacionais com 51 destinos. A sua base principal é o Aeroporto de Valência, com hubs no Aeroporto Internacional de Barcelona e Aeroporto Internacional de Madrid.

## Frota
A frota da Air Nostrum tem as seguintes aeronaves (Dezembro de 2012):
| Imagem | Aeronave            | Número | Pedidos | Passageiros | Entrada em serviço |
| ------ | ------------------- | ------ | ------- | ----------- | ------------------ |
|        | ATR-72-600          | 5      | 5       | 72          | 2012               |
|        | Bombardier CRJ-200  | 23     | 0       | 50          | 1998               |
|        | Bombardier CRJ-900  | 11     | 0       | 90          | 2005               |
|        | Bombardier CRJ-1000 | 10     | 25      | 100         | 2010               |
| Total  | —                   | 49     | 30      | —           | —                  |

Em 14 de junho de 2009 a Air Nostrum efectuou um novo pedido de quinze CRJ1000 NextGen à Bombardier, acumulando um total de 35 CRJ1000 NextGen, que entraram ao serviço no último trimestre de 2010.
A media de idade da frota da Air Nostrum é de 7,8 anos (a 8 de dezembro de 2010).
Desde que a Air Nostrum começou as suas operações no ano de 1994, operou diferentes modelos de aeronaves, mostrados a seguir:
| Avião               | Em Serviço | Entrada | Saída | Total operadas |
| ------------------- | ---------- | ------- | ----- | -------------- |
| ATR-72-500          | 1          | 1999    |       | 11             |
| ATR-72-600          | 5          | 2012    |       | 0              |
| Bombardier CRJ-200  | 23         | 2000    |       | 48             |
| Bombardier CRJ-900  | 11         | 2005    |       | 11             |
| Bombardier CRJ-1000 | 10         | 2010    |       | 10             |
| Dash 8-Q300         | 0          | 2001    | 2012  | 55             |
| Fokker 50           | 0          | 1994    | 2006  | 55             |
| Total               | 50         | —       | —     | 87             |